# Synthèse totale
En chimie organique, la synthèse totale est en principe la synthèse chimique complète de molécules organiques à partir de morceaux plus simples et habituellement sans recourir à des processus biologiques,,. Dans la pratique, ces morceaux plus simples sont commercialement disponibles en grandes quantités et sont souvent des précurseurs pétrochimiques. Parfois, des produits « naturels » (comme le sucre) sont utilisés comme point de départ : il est fait l'hypothèse qu'ils sont fabriqués naturellement ou qu'ils peuvent être recréés à partir de leurs éléments constitutifs. Les molécules finales peuvent être des molécules déjà présentes dans la nature (des biomolécules), des complexes moléculaires médicalement importants ou des composés qui ont une importance théorique en chimie ou en biologie. Régulièrement, une nouvelle façon de faire est développée lors de la mise au point d'un procédé de synthèse : elle peut servir de modèle pour la fabrication d'autres molécules.